# Верхняя Видлица
Ве́рхняя Ви́длица (карел. Üliägii) — деревня в составе Видлицкого сельского поселения Олонецкого национального района Республики Карелия.

## Общие сведения
Расположена на реке Видлица.
В результате сокращения населения в 1957 году деревни Аланго, Ахпоносова Гора, Бяжеева Гора и Нильгина Гора были объединены под общим названием Верхняя Видлица.
В деревне сохраняются памятники истории:
- Часовня XIX века[4]
- Братская могила 32-х неизвестных советских воинов, погибших в годы Советско-финской войны (1941—1944). Останки воинов были обнаружены в 1986 году на территории Видлицкого сельсовета и захоронены в деревне в 1987 году[5].

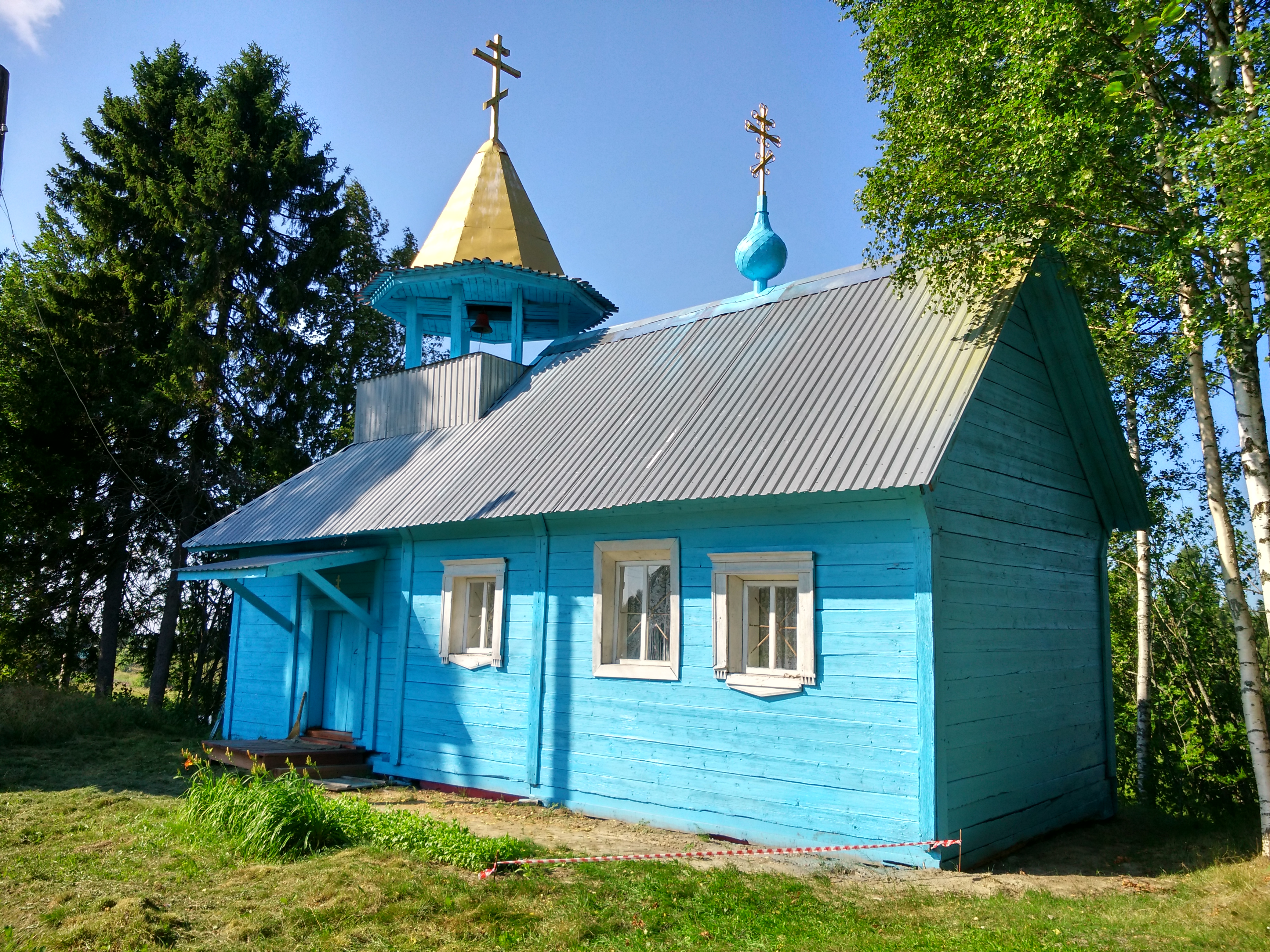
Часовня Покрова Пресвятой Богородицы в 2018 году
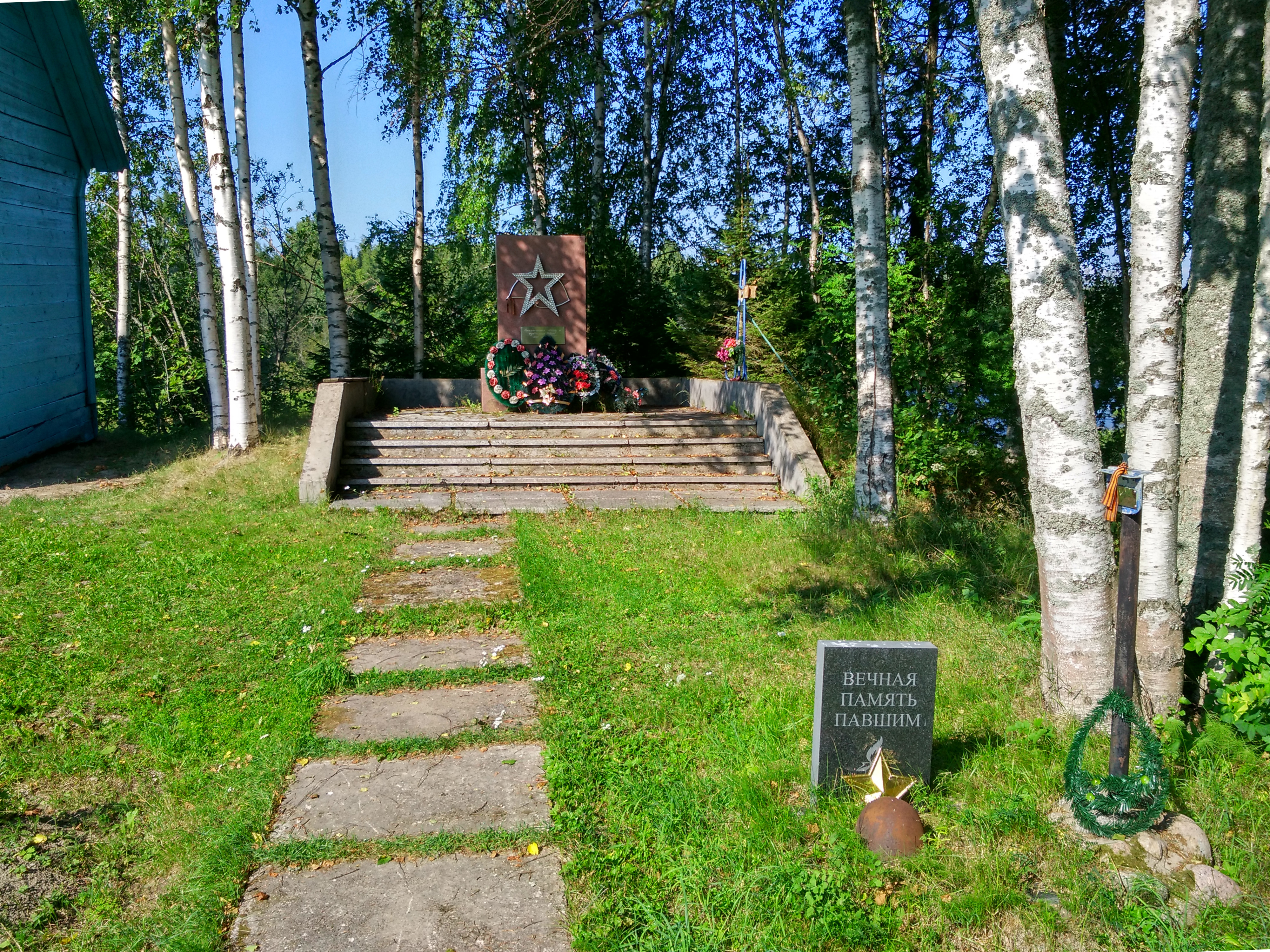
Братская могила в 2018 году

## Население
| 2002 | 2009 | 2010 | 2013 |
| ---- | ---- | ---- | ---- |
| 119  | ↘86  | ↘78  | ↘69  |